# Daniel Torok
Daniel Torok (* ?) je americký fotograf a filmař. Od roku 2025 pracuje jako hlavní oficiální fotograf Bílého domu, během druhého prezidentství Donalda Trumpa.

## Kariéra
Před svou kariérou v oblasti mediální tvorby sloužil Torok u pobřežní stráže Spojených států.
Než se Torok stal fotografem, pracoval jako filmař. V roce 2012 obsadil hudební videoklip k písni „Same Love“ od Macklemore &amp; Ryan Lewis. Následující rok režíroval dokumentární film s názvem The Otherside o hip-hopové scéně v Seattlu.  V roce 2025 se stal hlavním oficiálním fotografem Bílého domu za prezidenta Spojených států Donalda Trumpa. U Trumpova oficiálního portrétu to bylo vůbec poprvé, kdy Torok použil studiové osvětlení. Torok získal inspiraci pro oficiální portrét z Trumpova policejního snímku z roku 2023.

## Galerie

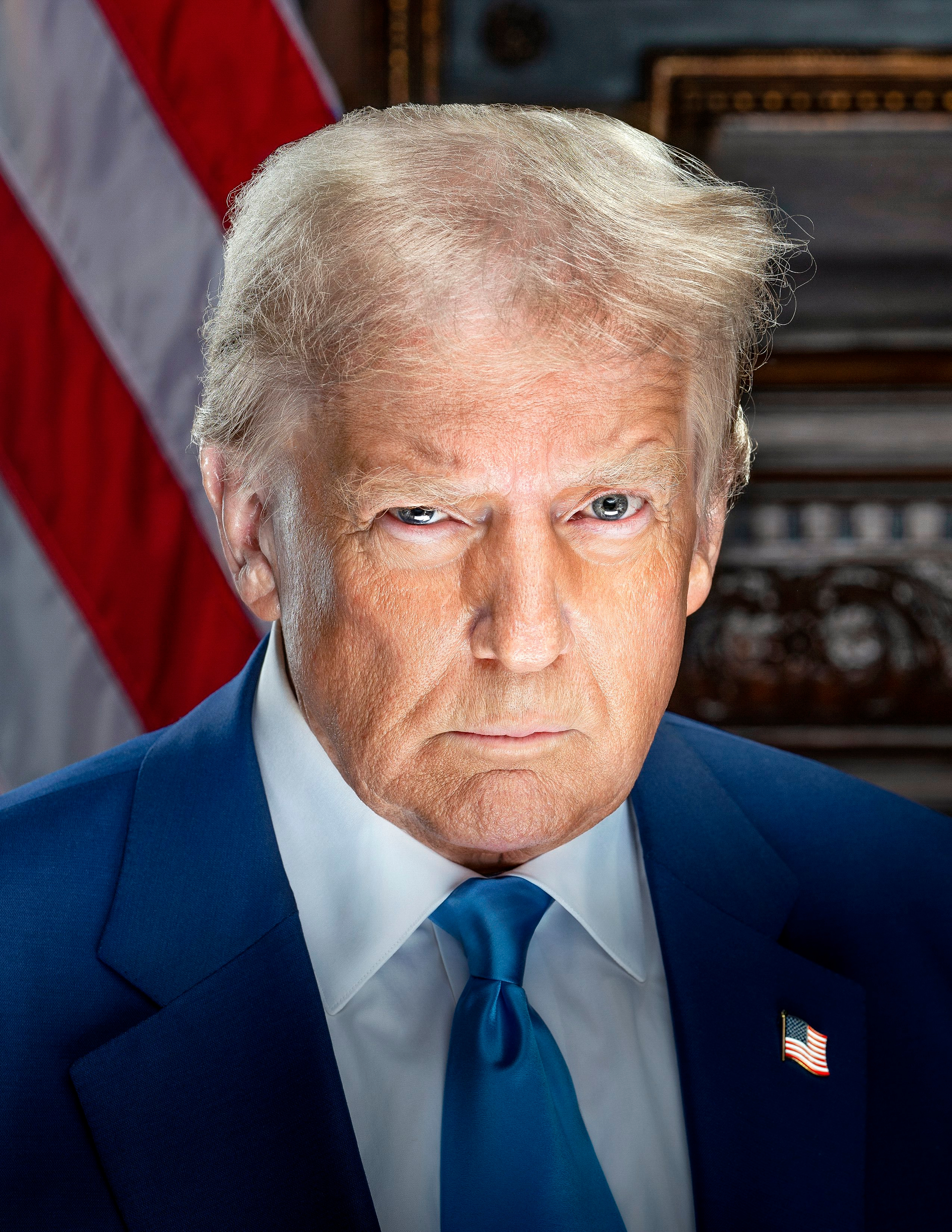
Torok: inaugurační portrét Donalda Trumpa
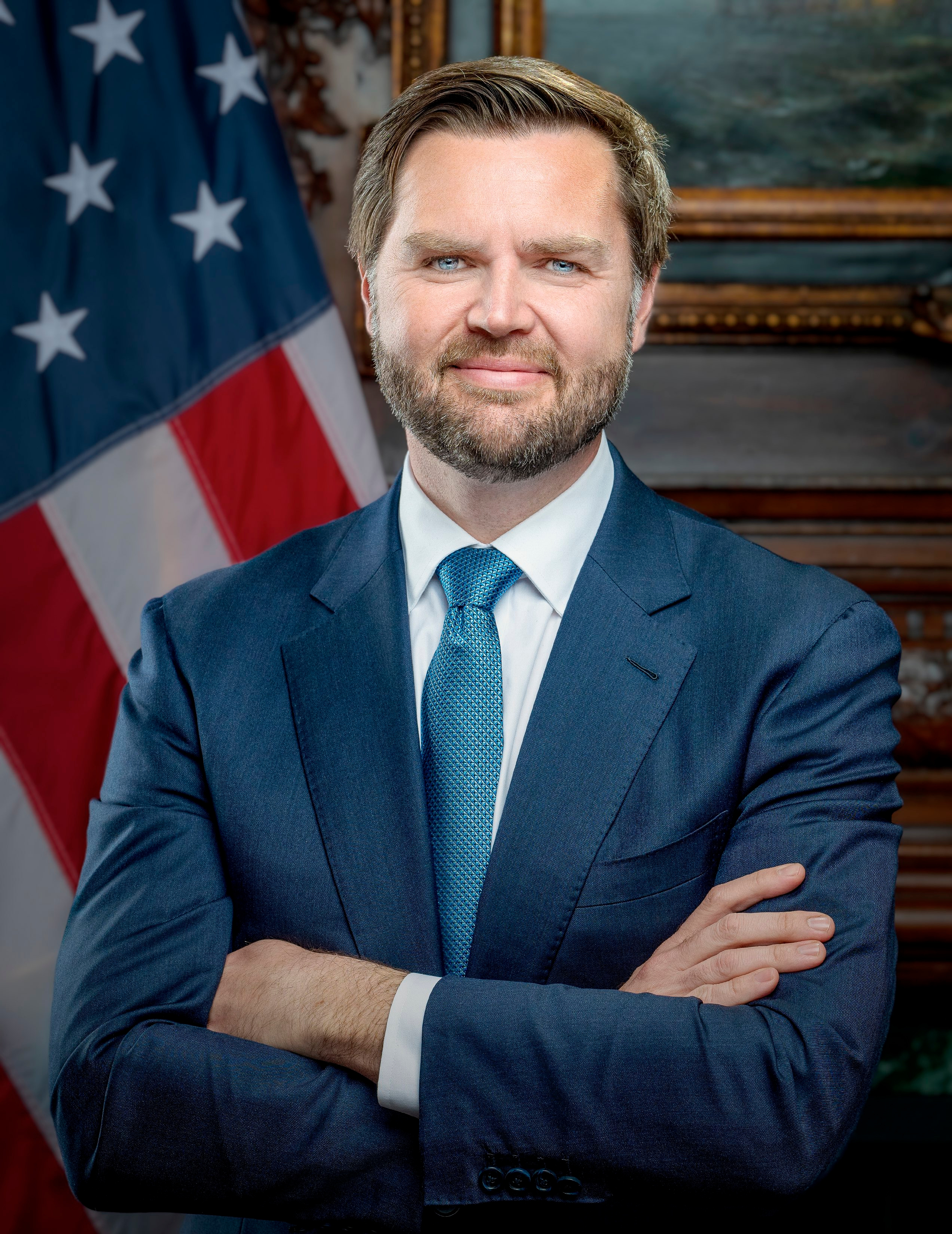
Torok: inaugurační portrét J. D. Vance